# Cornelis Simon Adriaan Albarda
Cornelis Simon Adriaan Albarda (Leeuwarden, 26 mei 1916 – Mollens, 11 februari 1996) was een Nederlands politicus.
Hij werd geboren als zoon van Simon Cornelis Albarda (1875-1926; apotheker) en Adriana Maria Petronella Baert (1885-1975). Hij was als commies werkzaam bij de gemeente Lienden en werd daar in juli 1946 aangewezen als waarnemend gemeentesecretaris. In 1954 werd Albarda benoemd tot burgemeester van Maurik. In 1978 kwam een einde aan zijn burgemeesterschap. Hij overleed in 1996 op 79-jarige leeftijd in Zwitserland.